# (9908) Aue
(9908) Aue (2140 T-1) – planetoida z grupy pasa głównego asteroid okrążająca Słońce w ciągu 4 lat i 346 dni w średniej odległości 2,9 j.a. Została odkryta 25 marca 1971 roku. Planetoida należy do rodziny planetoidy Koronis.